# مرز أباد
مرز أباد هي قرية في مقاطعة ورزقان، إيران. عدد سكان هذه القرية هو 165 في سنة 2006.